# Tanacetum mucroniferum
Tanacetum mucroniferum — вид рослин з роду пижмо (Tanacetum) й родини айстрових (Asteraceae).

## Середовище проживання
Ендемік східної Туреччини.